# Hypersensibilité viscérale
Le syndrome d'hypersensibilité viscérale (VH) est une condition dans laquelle les individus ressentent de la douleur ou de l'inconfort dans leurs organes internes, tels que ceux situés dans la poitrine, l'abdomen et le bassin, avec un seuil de douleur plus bas que la normale. Cela peut rendre les fonctions normales des organes inconfortables. Le VH est souvent lié à des troubles fonctionnels, en particulier ceux gastro-intestinaux comme le syndrome du côlon irritable (SCI), environ 40 % des patients atteints de SCI ayant également le VH.
Cette condition est relativement nouvelle et sa prévalence n'est pas entièrement connue, mais on estime qu'elle affecte au moins 10 % de la population. Le VH est plus fréquent chez les personnes de sexe féminin et celles souffrant de troubles de l'humeur liés au stress. Les symptômes incluent une douleur chronique dans divers organes internes et une variété de problèmes gastro-intestinaux.
Le VH peut se développer en raison d'une prédisposition génétique, de traumatismes précoces, de troubles psychologiques, de stress social, du syndrome de l'intestin perméable et d'un microbiome intestinal déséquilibré. Le diagnostic est généralement posé en excluant d'autres causes de symptômes.
Le traitement implique une combinaison de médicaments (tels que les antidépresseurs et les médicaments antiépileptiques) et de thérapies corps-esprit (comme la thérapie cognitivo-comportementale et l'hypnothérapie), avec pour objectif de calmer le système nerveux et de rééduquer les réponses à la douleur. Bien qu'il n'existe pas de cure connue, les recherches en cours offrent l'espoir de meilleurs traitements à l'avenir. Des ajustements alimentaires peuvent aider à atténuer certains symptômes, en particulier s'ils traitent des problèmes digestifs sous-jacents.